# Брожа (деревня)
Бро́жа (бел. Брожа) — деревня в составе Брожского сельсовета Бобруйского района Могилёвской области Республики Беларусь.

## Географическое положение
Деревня Брожа находится в 17 км к югу от города Бобруйска, на реке Брожка (правый приток реки Березина).

## Население
- 1999 год — 121 человек
- 2010 год — 35 человек
- 2014 год — 32 человека

## Достопримечательность
- Братская могила